# Путч девяти офицеров
Путч девяти офицеров (тур. Dokuz Subay Olayı) — неудавшаяся попытка военного переворота в декабре 1957 года, предпринятая группой военных офицеров среднего звена против гражданского правительства Турции. Заговорщики, среди которых ключевыми фигурами были полковник Фарук Гювентюрк и генерал-майор в отставке Казым Демиркан впоследствии были разоблачены, арестованы и осуждены, а затем отпущены на свободу после коллективных протестов со стороны армейского руководства.

## Предыстория. Демократическая партия
Демократическая партия Турция (далее сокращённо ДП), возникшая путём слияния Либеральной Республиканской партии и Партии Национального развития в 1946 году и принадлежащая к политическим силам умеренного правого толка, позиционировала себя как сила, претендующая на лидерство среди турецкой политической элиты, и с начала 1950-х годов начала активнее бороться за власть. Во это время у ДП и её основного конкурента, Республиканской Народной партии, возникли существенные разногласия по ряду идеологических и экономических вопросов. ДП официально подвергала критике бюрократическую систему Турции несмотря на то, что большая часть государственных чиновников сами являлись выходцами из этой партии. Интенсивная борьба за голоса среднего класса и крестьянства, а также массированный праворадикальный популизм в конце концов привёл ДП к неожиданной и вполне уверенной победе на парламентских выборах 1950 года и формированию новой политической элиты под контролем лидера ДП Аднана Мендереса. Для того, чтобы отвлечь население от затяжного экономического кризиса, правительство ДП взяло курс на проведение стратегии вестернизации и милитаризации; Турция вступила в НАТО в 1952 году, а система внутренней национальной безопасности получила ощутимую финансовую подпитку извне. В какой-то степени такая тактика способствовала очередной убедительной победе ДП на парламентских выборах 1954 года. Мендерес смог сохранить пост премьер-министра, однако электоральные симпатии по отношению к ДП начали уменьшаться в связи с ухудшением общего уровня благосостояния жителей Турции. Экономический кризис усугублялся растущей инфляцией, систематическим повышением цен на товары первой необходимости, увеличением числа населения, проживающего за чертой бедности — эти явления обусловливали рост популярности коммунистических идей, а также (в качестве альтернативы левой идеологии) распространение праворадикальных взглядов.

## Группа заговорщиков. Подготовка путча и разоблачение
В этих условиях в рядах политически ослабевающей ДП в середине 1950-х годов сформировалась секретная группировка военных офицеров, планировавших заговор против исполнительной власти. Участники группы сочувствовали кемалистской националистической идеологии Республиканской народной партии и стремились к сохранению общественно-политических идеалов светской Турции. Группа дислоцировалась в Стамбуле; ею руководил полковник Фарук Гювентюрк, а также в неё входили майор Ата Тан, капитан Хасан Сабунджу и лейтенант Самет Кушчу. Одним из посвящённых в планы заговорщиков высокопоставленных людей, не имевших прямого отношения к армейской элите, был владелец периодического издания «İstanbul Ekspres Gazetesi» Митхат Перин, а одним из ключевых координаторов секретной группой офицеров-путчистов, через которого осуществлялась связь, был генерал-майор в отставке Казым Демиркан. Законспирированная организация действовала в рамках военного министерства Турции. Её участники стремились воспользоваться недовольством большой части турецкого общества сложной экономической ситуацией и всё более очевидной слабостью гражданских властей и осуществить насильственное свержение правительства ДП и впоследствии захватить власть. Однако группа офицеров-заговорщиков планировала осуществить мирный переворот без использования военной силы и принудить правительство к выполнению определённых условий. Она подготовила сообщение-ультиматум для правительства Мендереса. Предполагалось, что глава правительства Турции подчиниться требованиям путчистов и добровольно сложит с себя полномочия; таким образом, переворот прошёл бы бескровно. Группа намеревалась привлечь в свои ряды также авторитетного полковника Ильхами Барута, на встречу с которым Самет Кушчу должен был прийти 24 декабря 1957 года. На этой встрече планировалось склонить полковника на сторону путчистов. Однако полковник Ильхами Барут отказался участвовать в планах заговорщиков и разоблачил группу офицеров путчистов, имена и фамилии которых в ближайшее время оказались в распоряжении министерства обороны Турции.

## Суд, освобождение
В итоге высокопоставленный армейский деятель генерал-майор Ариф Онат лично встретился со спикером путчистов Саметом Кушчу, и в итоге, убедившись в их планах, отдал приказ об аресте участников группы. Среди задержанных 26 декабря 1957 года оказались сам полковник Ильхами Барут, капитан Казим Озфират, полковник Фарук Гювентюрк, майор Асим Урал, полковник Наджи Аскун, майор Ата Тан, капитан Хасан Сабунджу, отставной офицер Джемаль Йылдырым, а также по обвинению в сочувствии заговорщикам к суду был привлечён командующий 66-й дивизией генерал-майор Кемаль Тураль. Судебный процесс над офицерами начался 26 мая 1958 года и продолжался с перерывами шесть месяцев; стремление правительства Турции повлиять на максимально строгий приговор суда по отношению к группе заговорщиков вызвало решительное противодействие со стороны военной элиты страны, которая выступала за помилование офицеров. В итоге суд приговорил офицеров к двум годам тюремного заключения, однако авторитетные представители вооружённых сил Турции оспорили вердикт, и вскоре под давлением армии заговорщики были отпущены на свободу. Большая часть офицеров продолжила военную деятельность и сохранила свои армейские чины.

## Результат
Тем не менее, процесс над девятью офицерами привёл к частичному ослаблению позиций офицеров среднего звена в иерархии вооружённых сил Турции, влияние которых несколько уменьшилось. В свою очередь, в дальнейшем на передний план вышли внепартийные генералы армии (такие, как Джемаль Гюрсель) и руководители военизированных ультранационалистических организаций (например, Алпарслан Тюркеш, лидер молодёжной неофашистской группировки «Бозкурт»), которые в итоге объединились и совместными усилиями осуществили первый в истории постосманской Турции успешный государственный переворот 27 мая 1960 года, в результате которого правительство Аднана Мендереса было смещено.